# Appui de fenêtre

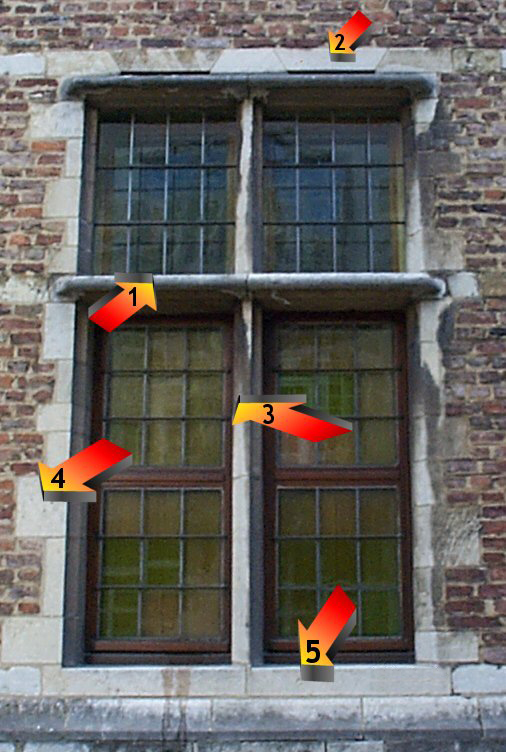
Fenêtre à croisée : 1. traverse ; 2. linteau ; 3. montant ou meneau ; 4. jambage (construction) ; 5. appui de fenêtre.

Un appui de fenêtre est une pièce maçonnée préfabriquée ou coulée en place, installée au-dessus de l'allège, destinée à supporter la traverse basse du dormant de la fenêtre, tout en évacuant l'eau de la baie à l'extérieur sans ruisseler sur la façade. Au Québec, l'appui est souvent appelé à tort « allège ».
Un appui de fenêtre peut être :
- avec ou sans oreilles (l'oreille confère une finition plus raffinée) ;
- avec ou sans nez (dans ce cas on dit qu'il est arasé).

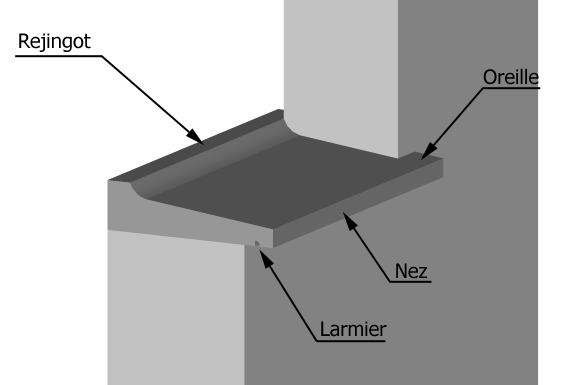
Appui avec oreilles.

Le nez, le larmier et les oreilles permettent d'évacuer l'eau de pluie afin d'éviter les salissures en façade, et donc de protéger la durée de vie de celle-ci.
Dans d'autres dispositions, notamment dans la résistance des matériaux, l'appui est le point de jonction ou de fixation de certains éléments de structure telles que la poutre, la poutrelle, la dalle, etc. Il peut être fixe sans aucune possibilité de déplacement comme dans le cas d'un encastrement, ou avec un certain degré de liberté comme dans le cas d'un appui simple ou d'une rotule.